# Bucoșnița
Bucoșnița è un comune della Romania di 3026 abitanti, ubicato nel distretto di Caraș-Severin, nella regione storica del Banato.
Il comune è formato dall'unione di 4 villaggi:  Bucoșnița, Goleț, Petroșnița, Vălișoara.